# マジンカイザーSKL
『マジンカイザーSKL』（マジンカイザースカル）は、2011年1月28日から同年4月7日にかけて発売されたOVA作品。全3巻。

## 概要
2001年からリリースされているOVA『マジンカイザー』シリーズのひとつ。前作シリーズと設定上の繋がりはなく、主役ロボ・マジンカイザーのデザインや主要なキャラクターなど、ほぼ全てがオリジナルとなっている。
2010年11月から2011年1月にかけて、全3話が全国5つの映画館で行われるバンダイビジュアルOVA作品オムニバス上映イベント『ANIME FES.“VS”』（アニメフェス バーサス）で順次先行公開された。
第1巻は『マジンカイザーSKLスターターパック』としてスーパーロボット超合金同梱版が、魂ウェブ商店、ダイナミック公式オンラインSHOP、ドットアニメで2010年8月より受注販売が行われ、12月下旬発送に配送された。DVD&Blu-rayは2011年1月28日より一般発売。

## 登場人物

### 主要人物
下記三名は“WSO”の戦闘チーム“スカルフォース”に所属し、キバ軍やガラン軍と交戦。
海動 剣（かいどう けん）
声：浅沼晋太郎
主人公。マジンカイザーSKLのパイロットを務めるスカルフォース・デスカプリース隊所属の特務中尉。コードネームはアモン6。
熱血・粗野・猪突猛進を地で行く男で戦うこと以外には、ほとんど興味を示さない。しかし、味方や人質を荒っぽいやり方ながらも助ける等、ある程度の良識も持ち合わせている。相棒の真上からは皮肉を言われることも多いが戦いにおいては息の合った連携を見せる。
カイザーの操縦では主に牙斬刀を用いた斬撃戦やパワーを生かした肉弾戦を担当。生身でも日本刀（普段は目釘を緩めている）やコンバットナイフによる剣戟戦をこなし、遠くの敵には投げナイフで対応する。
モチーフは『デビルマン』の不動明。同じ川越淳監督の『サイボーグ009VSデビルマン』で浅沼晋太郎は不動明を演じている。
真上 遼（まがみ りょう）
声：日野聡
もう1人の主人公。マジンカイザーSKLのパイロットを務めるスカルフォース・デスカプリース隊所属の特務中尉。コードネームはルシファー4。
ニヒルでクールだが一度キレると手が付けられない危険人物と化す。「運命」という言葉を酷く嫌っている。
カイザーの操縦においては二挺のガンコントローラーを介して、ブレストリガーを操り、正確無比の銃撃戦のみならず、銃を打撃武器とした独特の格闘術にも優れる。
その正体は「エルプスユンデ」と呼ばれる人造人間の一人であり、「運命」を嫌っている理由もそこから来ている。
モチーフは『デビルマン』の飛鳥了。同じ川越淳監督の『サイボーグ009VSデビルマン』で日野聡は飛鳥了を演じている。
由木 翼（ゆうき つばさ）
声：早見沙織
スカルフォース・グレンファルコン隊所属の女性技官で階級は中尉。
気が強く生真面目な性格。本職は技官だが対人用の訓練も受けており、生身での戦闘にも対応。
海動と真上のコンビとは仲間意識はあり、実力も認め合っているが自身の性格から煙たがられており、海動に対しては頭ごなしに命令する為、ガキ呼ばわりされる。しかし、奇械島での戦いを通じて、海動と真上との関係は以前よりは改善された。
グレンファルコン隊唯一人の生き残りで後にウィングルに搭乗。奇械島での戦いの後、大尉に昇進。スカーレットのものと同じマフラーを着用していた。
モチーフは『デビルマン』の牧村美樹。同じ川越淳監督の『サイボーグ009VSデビルマン』で早見沙織は牧村美樹を演じている。

### WSO所属の人物
スカーレット・ヒビキ
声：浅野真澄
グレンファルコン隊の隊長。並の男では到底叶わない戦闘能力と勇猛な性格でWSO中にその名を轟かす女傑。その勇名と雄姿は海道と真上すらも一目置いていた。奇械島の重力炉停止作戦に赴いた際は技官である由木の緊張を和らげたりもした。
重力ウォール突破直後に乱戦の流れ弾を浴びて即死。デスカプリースの二人はその死を由木から聞かされ、海動からは寂しげに「嫌いじゃなかった」と評され、真上からは沈痛な面持ちで目を閉じて黙祷された。愛機のウイングルは由木に受け継がれた。
オープニング映像では由木と共に裸体が映し出されるが、由木とは逆に胸を隠すという女性としての面を見せている。
荒神谷（こうじんだに）
声：長克巳
WSOの参謀。スカルフォースの指揮をとる。由木からの連絡を受けて、アイアンカイザーの詳細データを送ることを許可する。
唐古（からこ）
声：松山鷹志
WSOの幹部。マジンカイザーSKLとアイアンカイザーの戦いの最中、アイアンカイザーの詳細データを求めてきた由木に対して「機密データだ」と情報提供を渋って説明を求めるが、由木の怒りと荒神谷の指示でデータを送る。

### カイザーの敵たち
キバ
声：檜山修之
キバ軍の頭目。部下たちからは「頭（かしら）」と呼ばれている。野蛮を絵に描いたような男で、戦闘・略奪・快楽を得ることのみを目的としている。キバ軍の兵士も主君同様に野蛮な性質。
第1話でマジンカイザーSKLに倒されたかと思われたが、第3話で顔が焼け爛れた姿で復活。ヒミコを殺害して奪ったアイアンカイザーでマジンカイザーSKLと最後の戦いを繰り広げた。
モチーフは『ズバ蛮』の主人公。
ゴウダ
声：飛田展男
キバの部下。ミスティを襲うもマジンカイザーSKLに踏み潰されて死亡。
ガラン
声：銀河万丈
ガラン軍の首領。冷静沈着な武人気質の大男。ガラン軍の兵士も主君同様に武人気質。剣を武器としており、海動とも一戦交えた。マジンカイザーSKLを「忌まわしき姿」と語り、過去のマジンカイザーを知っているような口ぶりを見せた。第2話でのマジンカイザーSKLの初対決では真上が自分たち同様にエルプスユンデであることを察したことで彼を挑発した末に勝利。第3話での二度目の対決では真上は冷静さを取り戻していたが、それでも優位に立っていた。しかし、ヒミコの死を感じ取った隙を突かれて、ガイストテレスもろともマジンカイザーSKLに破壊されて爆死する。
ヒミコ
声：井上喜久子
ガランに忠誠を尽くす、妖艶さを漂わせる側近の女。その正体は八稜郭の長・アイラの姉で、彼女とは思念で繋がっている。第3話でアイアンカイザー強奪のためにキバに殺されてしまい、思念でアイラに別れを告げた。しかし、ガラン軍についた経緯は一切不明。
モチーフは『バイオレンスジャック』のスラムクイーン。

### 八稜郭の女性たち
アイラ
声：田中敦子
女性だけの集団“八稜郭”を治める指導者。WSO・キバ軍・ガラン軍の戦いを見守る。
モチーフは永井豪の漫画『ゴッドマジンガー』の同名キャラクター。

#### サイコギア隊
ハリケーンを初めとした劇中で名前が付けられたサイコギア隊のモチーフは『バイオレンスジャック』に登場した如月ハニーの友人（『バイオレンスジャック』の如月ハニーの友人は、『キューティーハニー』のハニー七変化の各形態のオマージュキャラクター）。
ハリケーン
声：白石涼子
サイコギアαHタイプを駆る茶髪の女性。サイコギア隊のリーダーを務める。フラッシュと共に由木を解放した。
ファンシー
声：高橋美佳子
サイコギアγH（F）タイプを駆る桃色の髪の可憐な女性。テレパシー能力があり、普段はオペレーターを担当。
フラッシュ
声：喜多村英梨
サイコギアβHタイプを駆る栗色髪の女性。警戒心を解かない由木を見かねて、アイラに会わせることにした。
ミスティ
声：清水愛
サイコギアγH（M）タイプを駆る紫の髪の女性。平手打ちも得意としている。第1話でのキバ軍との戦いで窮地に陥るも、マジンカイザーSKLに助けられる。

## メカニック
マジンカイザーSKL
神や悪魔をも超えると言われる程の強大な力を持つ、漆黒の巨大ロボット。頭部に「スカルパイルダー」が合体することで起動する。八稜郭には「魔神」、キバ、ガランの両軍からは「髑髏の機体（キバからは「髑髏野郎」）」、スカルフォースの面々から「カイザー」と呼ばれる。ガランとの戦いで右目を失う。ウイングルのパーツとウイングクロス（合体）することにより飛行可能となり、それまで封印されていた武装も使用可能となった。
海動と真上に与えられた経緯は不明だが、彼ら曰く「曰く付きの機体で俺達以外に乗りこなせない」とのこと。どこで誰が作ったかも不明であるが、OPでは廃墟の地下に封印されていたかのようなシーンがある。
牙斬刀（がざんとう）
海動が操作を担当する大剣。柄は伸縮自在であり、伸ばして槍（と言うよりは薙刀）にして使用できる。下記のトルネードクラッシャーパンチと組み合わせて使うこともある。
ブレストリガー
胸部パーツが分離した2丁拳銃。操作担当は真上で正確無比かつ必殺の銃撃を敵に見舞う。弾を撃ち尽くしたらグリップ下部に付いている刃を使って手斧として用いることが出来る。2丁合わせることで大斧にも変形。ウイングクロスによりパルスビームモードが使用可能になる。
トルネードクラッシャーパンチ
いわゆるロケットパンチ。両腕側面の螺旋状の刃を回転させて発射する。海動曰く「威力は凄いが戻ってくるまでがまどろっこしい」とのこと。また、応用的に、牙斬刀を持ったまま発射して広範囲の敵を殲滅したり、牙斬刀の回収に用いたりもする。
ルストストリーム
ウイングクロスにより使用可能となる、口部分のスリットから出す強風。
トールハンマーブレイカー
ウイングクロスにより使用可能となる、牙斬刀と顔の両脇にある角で雷を受けた後、牙斬刀にエネルギーを溜めて放出する雷攻撃。角では絶えず雷を受け牙斬刀に送り続ける。
インフェルノブラスター
ウイングクロスにより使用可能となる、胸パーツから放つ最強の光線。これでアイアンカイザーを倒した。
スカルパイルダー
マジンカイザーSKLのコクピットとなる、複座式の飛行メカ。メインの操縦者席が前に来る仕組みになっており、海動と真上が担当をそれぞれ入れ替える時には操縦席ごとスライドする。
SKL-RR
バイクと骸骨馬の二形態に変形するビークル型サポートメカ。最終話のラストシーンでカイザーが騎乗していた。名前はムック『魔神大戦21』内のアートワークスから。同ムック内での「『マジンカイザーSKL』鼎談」によると、バイクは地上を、馬形態は山岳をそれぞれ移動するためのもので、SKLのエネルギー消費を抑えるのが役目とのこと。後述のゲーム作品『スーパーロボット大戦BX』においてもマジンカイザーSKLの技として登場しバイク形体の全体像も描かれている。
ウイングル
マジンカイザーSKLをサポートする女性型ロボット。頭部に「レディファルコン」が合体することで起動する。本来の操縦者はスカーレットだったが、彼女が戦死したので由木が操縦する。武器は胸から出す超振動フルーレと両腕に付属している着脱可能のツインアームブレード。劇中ではこれを踵に取り付け、足技で敵を切り裂いた。頭部の翼のティアラエールと腰のアーシュガードのパーツを分離して、ウイングクロス（合体）させることでマジンカイザーSKLに飛行能力を与える。単体での飛行能力はあるが、マジンカイザーSKLにパーツを与えると飛行できなくなる。
スタッフによるとミネルバXをベースに飛行パーツ装備（通常）時をシレーヌ、分離状態をデビルマンレディーをコンセプトにしたとのこと。
爆劉鬼（ばくりゅうき）
キバ専用ロボット。通常は砲台を兼ねたキャタピラ式の台座に座って移動する。マジンカイザーSKLとの戦闘以外で台座から降りることはほとんどなく、近接用に片刃の蛮刀も装備している。初期案は砲撃に特化した設定になっており、専用台座はその名残。
GRK-7
キバ軍の量産ロボット。頭部両脇の大鎌を取り外して近接武器に用いる。それ以外にも携帯型のアサルトライフルも使う。
『マジンガーZ』に登場した機械獣ガラダK7がモチーフ。
DBM-2
キバ軍の量産ロボット。2本の長い首が特徴で、操縦席も頭部にある。右腕の大型ガトリング砲が武器。
『マジンガーZ』に登場した機械獣ダブラスM2がモチーフ。
ガイストテレス
ガラン専用ロボット。マジンカイザーSKLよりも一回り大きく、力・装甲・機動性の全てが上回る。槍が武器だが肉弾戦でもマジンカイザーSKLを圧倒する。
エクスバトラー
ガラン軍の戦士が操るロボット。兜の装飾は各人の思い思いにでき、武器もランスやグレイブ、フレイル、アーチェリーなど多彩。機体色は灰色だが親衛隊用に赤く塗装された機体があり、こちらは兜の装飾が統一されている。
『マジンガーZ』に登場した機械獣キングダンX10がモチーフ。
サイコギア
アイラ軍のロボット。超能力を増幅させて不可視のシールドを張ることが出来る。レーザー剣、拳銃型ブラスター、ビームガンなどが武器。リーダー機にはスカートが装着され頭部のデザインが各リーダーごとに異なる。
アイアンカイザー
ガランの居城に隠されていた巨大ロボット。奇跡の生還を遂げたキバがヒミコ殺害後に強奪した。重力炉に使われているのと同じ型のグラビトンリアクターを左胸に内蔵し、動力源にしている。また奇械島の重力炉を制御し封印していたものでもある。全身に武器が仕込まれており、さらに重力を用いた攻撃も出来る。頭部にスパイク付きローラー状のパイルダーがあり、そのスパイクは全てレーザー機銃となるため、単体での戦闘力も高い。またパイルダー内部の操縦席はバイク仕様になっている。
ヒミコ曰くマジンカイザーSKLとは同じ力から導かれた物らしく、マジンカイザーSKL同様に原型機が存在するらしい。
モチーフは漫画『手天童子』に登場する同名キャラクターだが、別設定で登場した『バイオレンスジャック』版が正式なモチーフ。
スマッシャーパンチ
ロケットパンチと同じもの。
アイアントルネード
ルストストリームと同様の技。
ショルダーブラスター
肩の上の装置を展開して発射する漆黒の光線。
槍
固有の名称は無し。2本に分割されて大腿部に収納されており、これを連結させて双頭槍にする。牙斬刀に対抗した。
カイザーガトリング
両腕部に内蔵されており、ブレストリガーと銃撃戦を展開した。
ミサイルランチャー
正確な名称は不明。7連装で腹部に内蔵されている。

## スタッフ
- 原作 - 永井豪 / ダイナミック企画
- 監督・絵コンテ - 川越淳
- 助監督 - 後藤優一
- 企画 - ダイナミック企画
- 構成・脚本 - 早川正
- マジンカイザーSKL・ウイングルデザイン - 野中剛（プレックス）
- キャラクターデザイン・作画監督 - 伊藤岳史
- メカデザイン - 阿部宗孝、堀井敏之、小川浩
- メカ作画監督 - 阿部宗孝
- 演出 - 大平直樹
- 美術 - 李凡善
- 美術設定 - 坂本竜
- 色彩設計 - 原田幸子
- 撮影監督 - 阿部安彦
- 編集 - たぐまじゅん
- 音響監督 - 岩浪美和
- 音響効果 - 小山恭正
- 音楽 - 栗山善親、寺田志保、横関敦
- 音楽プロデューサー - 井上俊次
- 音楽制作 - ランティス
- アニメーション制作 - アクタス
- アニメーションプロデューサー - 丸山俊平
- プロデューサー - 徳原八州、永井一巨、南喜長、長谷部大樹、臼井久人、井上俊次、森本浩二
- 製作 - マジンカイザー製作委員会（ダイナミック企画、バンダイビジュアル、ランティス、ショウゲート、エモーション）

## 主題歌
オープニングテーマ「The ETERNAL SOLDIERS」
作詞 - 二井原実・金澤隆志 / 作曲 - 高崎晃 / 歌・編曲 - LOUDNESS
エンディングテーマ「Juggernaut」
作詞 - 真緒 / 歌・作曲・編曲 - sadie
挿入歌
「THE DANGER ZONE」（1巻）
作詞 - 二井原実 / 作曲 - 高崎晃 / 歌・編曲 - LOUDNESS
「LEGEND of KAISER」（3巻）
歌・作詞 - Rey / 作曲 - 原田謙太 / 編曲 - 寺園健二

## 各話リスト
| 巻数   | サブタイトル                         | 劇場公開       | BD/DVD発売日  |
| ------ | ------------------------------------ | -------------- | ------------- |
| Sect-1 | Death caprice （デス・カプリーズ）   | 2010年11月27日 | 2011年1月28日 |
| Sect-2 | Search-and-Kill （サーチアンドキル） | 2010年12月25日 | 2011年2月25日 |
| Sect-3 | Final Count （ファイナル・カウント） | 2011年1月22日  | 2011年4月7日  |

## 漫画
携帯コミック誌『週2コミック! ゲッキン』にて『マジンカイザーSKLヴァーサス』が連載されていた。漫画：星和弥。全35話（連載時）。単行本はエモーションコミックレーベルから刊行されている（全3巻）。
単行本1巻・2巻でOVA本編の前日談を描き、3巻でOVA本編の後日談を描いている。
1. 2010年12月10日発売 ISBN 978-4-0489-9201-5
2. 2011年4月9日発売 ISBN 978-4-0489-9217-6
3. 2011年10月7日発売 ISBN 978-4-0489-9236-7

## ゲーム
単体でのゲームは発売されていないが、バンダイナムコエンターテインメント（バンダイナムコゲームス）制作のロボットアニメのクロスオーバー作品「スーパーロボット大戦シリーズ」には、登場人物と機体の一部が登場する。
- スーパーロボット大戦UX（2013年3月14日発売）
- スーパーロボット大戦Card Chronicle（2012年配信開始、2013年9月1日に追加登場）
- スーパーロボット大戦BX（2015年8月20日発売）
- スーパーロボット大戦X-Ω（2015年10月5日配信開始、2017年10月9日に追加登場）